# رودلف کرامر
رودلف کرامر (آلمانی: Rudolf Kramer; ۱۷ ژانویهٔ ۱۸۸۶ – ۲۴ نوامبر ۱۹۰۴) دوچرخه‌سوار اهل اتریش بود. وی در بازی‌های المپیک تابستانی ۱۹۱۲ شرکت کرده است.